# Alentejo Litorale
L'Alentejo Litorale è una subregione statistica del Portogallo, parte della regione dell'Alentejo, divisa tra il Distretto di Setúbal e quello di Distretto di Beja. Confina a nord con la Penisola di Setúbal e l'Alentejo Centrale, ad est con il Basso Alentejo, a sud con l'Algarve e  ad ovest con l'Oceano Atlantico.

## Suddivisioni
Comprende 5 comuni:
- Alcácer do Sal
- Grândola
- Odemira
- Santiago do Cacém
- Sines